# Ernst-Thälmann-Stadion (Potsdam)
Das Ernst-Thälmann-Stadion war eine zentrale Sportstätte in Potsdam. Es war ein kombiniertes Fußball- und Leichtathletikstadion und der erste große Sportstättenneubau in Deutschland nach dem Ende des Zweiten Weltkriegs. Das Stadion wurde 1948/1949 auf dem Gelände des Lustgarten errichtet und bestand etwa 50 Jahre. Das Stadion wurde in Vorbereitung auf die Bundesgartenschau 2001 (BUGA) 1999 abgerissen und durch den an die historische Formgebung angelehnten Neuen Lustgarten als größtenteils versiegelte Veranstaltungsfläche ersetzt. Das Stadion war nach dem kommunistischen Reichstagsabgeordneten und KPD-Vorsitzenden Ernst Thälmann benannt.

## Geschichte
Im Zweiten Weltkrieg richtete ein alliierter Luftangriff auf Potsdam und die anschließenden Kämpfe bei der Einschließung Berlins durch die Rote Armee in der Innenstadt ausgedehnte Zerstörungen an. Dabei wurden der Lustgarten und das benachbarte Potsdamer Stadtschloss teils schwer beschädigt. In der nach dem Krieg einsetzenden Diskussion über die Frage „Abriss oder Wiederaufbau?“ traten Anhänger der Sozialistischen Einheitspartei Deutschlands (SED) für den Abriss ein. Während der Auseinandersetzung leitete die Deutsche Volkspolizei im Jahr 1948 mit der Errichtung des Ernst-Thälmann-Stadions den „Anfang vom Ende des Schlossareals“ ein.
Ab Oktober 1948 errichteten Volkspolizisten, freiwillige Helfer und Mitglieder der SG Volkspolizei Potsdam das Stadion auf der Fläche des Lustgartens. Hierzu wurde größtenteils der damalige Parade- und Exerzierplatz sowie der Boskett des Lustgartens überbaut. Die kriegsbedingten Trümmer der Innenstadt Potsdams bildeten die Grundlage für Zuschauerwälle und Aufbauten. Namenspatron war Ernst Thälmann, der 1944 im KZ Buchenwald ermordete Vorsitzende der Kommunistischen Partei Deutschlands (KPD). An der feierlichen Eröffnung am 3. Juli 1949 nahmen neben 20.000 Zuschauern unter anderem der SED-Vorsitzende und spätere Präsident der DDR Wilhelm Pieck und Rosa Thälmann als Ehrengäste teil.
Die Sportanlage verfügte über Zuschauertribünen, einen Rasenplatz und eine 400-Meter-Aschenbahn. Sie hatte ein Fassungsvermögen von 15.000 Zuschauern. Am 30. Mai 1994 übernahm die Stadt Potsdam das Stadion vom Land Brandenburg. Im Vorfeld der Bundesgartenschau 2001 und der in diesem Zusammenhang vorgenommenen Neugestaltung des Lustgartens wurde es dann im Jahre 1999 nach 50 Jahren abgerissen. Die einige Jahre zuvor gegründeten Potsdamer Kickers hatten das Stadion daher als ihre Heimspielstätte verlassen und auf einen Kunstrasenplatz außerhalb der Innenstadt umziehen müssen. Der dort ebenso beheimatete Fanfarenzug Potsdam musste in das Stadion am Luftschiffhafen ausweichen.

## Nutzung
Das Stadion war Austragungsort der Kinder- und Jugendspartakiade und wurde vor allem von Potsdamer Sportvereinen genutzt, darunter der SG Dynamo Potsdam (1990 in PSV Potsdam umbenannt) und Turbine Potsdam. Die Anlage diente mehrfach als Austragungsort nationaler und internationaler Wettkämpfe. Am 19. Mai 1957 stellte Manfred Preußger im Stabhochsprung an dieser Stelle mit 4,52 m einen Europarekord auf. Bis zum Bau des Karl-Liebknecht-Stadions fanden im Stadion die FDGB-Pokalspiele 1955 von der BSG Rotation Babelsberg sowie 1967–69 und 1972/32 von der BSG Motor Babelsberg statt. In den Jahren 1966, 1970 und 1973 war das Thälmannstadion Etappenziel der Friedensfahrt, des weltweit bedeutendsten Amateur-Radrennens. In den 1980er Jahren wurde die Sportstätte letztmals für etwa 2 Millionen Mark modernisiert. Das Stadion war auch wiederholt Veranstaltungsort für nicht-sportliche Ereignisse wie Konzerte und Volksfeste.

## Karl-Liebknecht-Forum
Beim Ausbau der damaligen Wilhelm-Külz-Straße, der heutigen Breite Straße, zu einer Hauptverkehrsachse im Rahmen einer sozialistischen Stadtplanung sollte das Ernst-Thälmann-Stadion zusammen mit dem Interhotel den Auftakt zu einer „repräsentativen sozialistischen Magistrale“ bilden. Hier zu wurde an der Nordseite des Stadions das aus mehreren Mosaikwänden und einer Skulptur bestehenden Karl-Liebknecht-Forum von 1979 bis 1982 errichtet. Mit dem Abriss des Stadions wurden die Mosaike Kurt-Hermann Kühns samt Skulptur von Theo Balden nach einiger Zeit am südlichen Ende des an Stelle des Stadions tretenden Neuen Lustgartens aufgestellt.